# ناکاکاوانه، شیزوئوکا
ناکاکاوانه، شیزوئوکا (به لاتین: Nakakawane) یک منطقهٔ مسکونی در ژاپن است که در ناحیه چوبو واقع شده‌است. ناکاکاوانه ۶٬۰۲۲ نفر جمعیت دارد.